# Vriend Vijand
Heer Bommel en vriend Vijand of kortweg Vriend Vijand is het 51ste verhaal uit de Bommelsaga, geschreven en getekend door Marten Toonder. Het verhaal verscheen voor het eerst op 24 oktober 1952 en liep tot 13 januari 1953. Het thema is een uiterst geheime operatie van de stad Rommeldam.

## Samenvatting
Tom Poes en heer Bommel belanden op de Parateneilanden, alwaar een bizar kunstproject plaatsvindt. Er worden beschilderde metalen bollen in zee geschoten. Terpen Tijn en professor Sickbock zijn er bij betrokken, en er is zelfs steun van Ambtenaar Dorknoper. Eerst helpen Tom Poes en heer Bommel mee met beschilderen, maar later merkt Dorknoper hen aan als spionnen. In de chaos van wie nu de vijand eigenlijk is 'lenen' Tom Poes en heer Bommel een helikopter en vliegen naar Bommelstein.